# Sparvfinkar

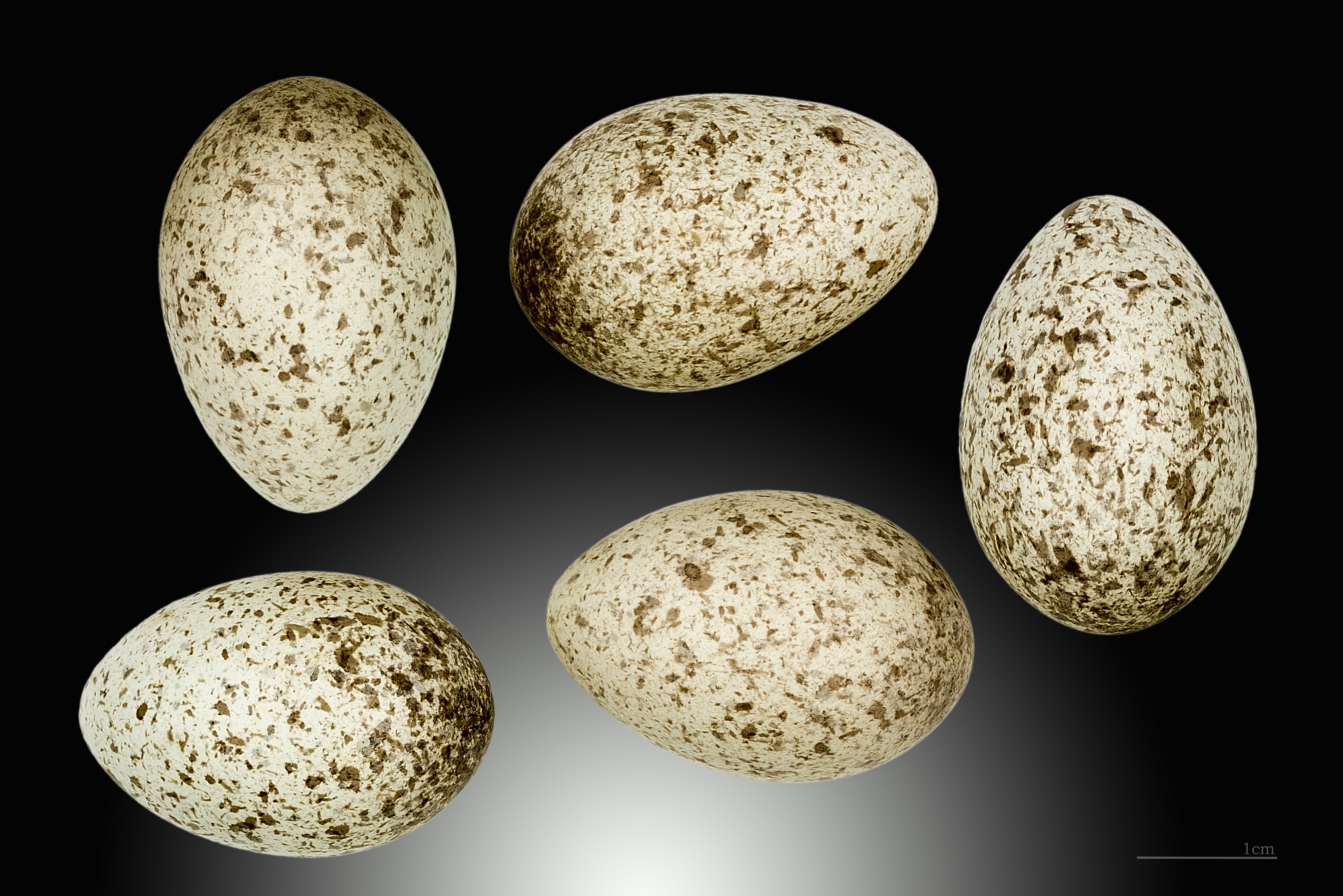
Passer domesticus domesticus

Sparvfinkar (Passeridae) är en fågelfamilj som tillhör ordningen tättingar. I familjen placeras välkända arter som gråsparv och pilfink, men även stensparvar och snöfinkar.

## Kännetecken
Sparvfinkarna är kraftiga tättingar med konformig näbb. De skiljer sig främst från finkarna genom att ha en mindre repertoar av läten. Sparvfinkarna genomför också en komplett ruggning från juvenil fjäderdräkt till första vinterdräkt under sommaren.

## Släkten och arter i familjen
Hur många släkten familjen ska delas in i är omstritt. Nedanstående lista följer International Ornithological Congress:
- Hypocryptadius – 1 art, mindanaosparv, behandlades tidigare som en glasögonfågel
- Passer – 28 arter
- Carpospiza – 1 art, blek stensparv, tidigare i Petronia
- Petronia – 1 art, stensparv
- Gymnoris – 4 arter, tidigare i Petronia
- Montifringilla – 3 arter snöfinkar
- Onychostruthus – 1 art, vitgumpad snöfink
- Pyrgilauda – 4 arter snöfinkar